# Mozilla Thunderbird
Mozilla Thunderbird — бесплатная кроссплатформенная свободно распространяемая с открытым кодом программа для работы с электронной почтой и группами новостей, а при установке расширения Lightning, и с календарём. Является составной частью проекта Mozilla. Поддерживает протоколы: SMTP, POP3, IMAP, NNTP, RSS. Предоставляются официальные сборки для Microsoft Windows, macOS, Linux, причём набор возможностей на всех платформах одинаков. Существуют также сторонние сборки для FreeBSD, Solaris, OpenSolaris, OS/2. Входит в установку по умолчанию в ряд дистрибутивов Linux. Поддерживает смену тем и установку расширений. Обладает функцией обучаемой фильтрации спама с использованием механизма байесовской фильтрации.

## Интерфейс
Интерфейс Thunderbird, как и веб-браузера Mozilla Firefox, основан на технологии XUL, разработанной Mozilla Foundation. В результате пользовательский интерфейс на всех платформах выглядит так же, как у приложений, разработанных для этой конкретной платформы. Как и Firefox, Thunderbird поддерживает визуальные темы. По умолчанию интерфейс программы похож на привычный пользователям Windows интерфейс почтового клиента Outlook Express.
По умолчанию Thunderbird не указывает жёстко шрифты, которыми будет набираться сообщение в формате HTML, указывая лишь группу шрифтов — пропорциональный или моноширинный, что обеспечивает наилучшую кроссплатформенную совместимость.
Письмо может отображаться в нескольких папках заданных пользователем на основании фильтров. При этом реально письмо остаётся единственным и не занимает лишнего места, как в случае, если бы в разных папках хранились копии одного письма.

## Поддерживаемые стандарты
Thunderbird следует основным стандартам для электронной почты:
- POP — базовый протокол получения электронной почты;
- IMAP — реализованы многие возможности IMAP, помимо добавления собственных расширений и стандартов де-факто Google и Apple;
- LDAP — возможно использование протокола в качестве адресной книги;
- S/MIME — встроенная поддержка шифрования и подписи электронной почты с использованием ключей X.509, предоставляемых централизованным центром сертификации;
- OpenPGP — встроенная поддержка шифрования и подписи электронной почты с версии 78.2.1, в то время как более старые версии использовали расширения, такие как Enigmail.

Для веб-каналов (например, агрегаторов новостей) он поддерживает Atom и RSS.
Для бесед он поддерживает протоколы IRC и XMPP.
Для новостных лент он использует NNTP и поддерживает NNTPS.

## Разработка
19 февраля 2008 года в Mozilla Foundation было создано подразделение Mozilla Messaging, которому поручена разработка и маркетинг продуктов, связанных с передачей сообщений, включая Mozilla Thunderbird.
После выхода Thunderbird 3.0 (кодовое имя — Shredder)
увидел свет Thunderbird 3.1 под кодовым названием Lanikai. Он построен на движке Gecko 1.9.2 и включает функции, которые были не готовы к выходу третьей версии, а также небольшие изменения в интерфейсе. Thunderbird 3.1 вышел 24 июня 2010 года.
Thunderbird 5.0 Beta 1 — вышел 4 июня 2011, нумерация версий синхронизирована с Firefox и Gecko, среди добавленных возможностей:
- новый менеджер дополнений;
- перемещение и переназначение вкладок между разными окнами;
- изменённый мастер создания новой учётной записи;
- новая информационная страница для улучшения поддержки и диагностики проблем;
- загрузка плагинов в RSS-каналы по умолчанию;
- отображение размера прикреплённого к письму вложения отображается рядом с вложением;
- поддержка универсальных сборок для Mac 32/64 bit (beta-версии Thunderbird более не поддерживают PowerPC на Mac).

В июле 2012 Mozilla Foundation заявила, что прекращает дальнейшую разработку Thunderbird как «нецелевого проекта» и, после выпуска очередной версии в ноябре 2012, готова передать его частным лицам или организациям, заинтересованным в дальнейшем развитии. Главным аргументом прекращения разработки стал факт снижения заинтересованности пользователей в «толстых» клиентах электронной почты с переходом на мобильные почтовые приложения или веб-почту.
13 июня 2022 года было объявлено о слиянии проектов Thunderbird и K-9 Mail. Менеджер по продукту Thunderbird заявил, что объединить усилия будет лучшим решением, чем создавать мобильный клиент с нуля. Так проект K-9 Mail сменит название на Thunderbird on Android.
По состоянию на 2022 год Thunderbird не финансируется Mozilla; развитием продукта занимается сообщество.

## Lightning
Lightning — проект группы разработчиков из Mozilla Foundation, направленный на тесную интеграцию в Thunderbird функциональности календаря — в противоположность отдельной программе-календарю Mozilla Sunbird и её версии, доступной как расширения для Firefox и Thunderbird (фактически это «расширение» функционирует как отдельное приложение).
В Thunderbird 78, выпущенном в 2020 году, Lightning стал постоянной частью программы.